# سارة لوغن فرايزر
كانت سارة ماريندا لوغن فرايزر، كنيتها قبل الزواج لوغن، (29 يناير 1850 – 9 أبريل 1933) طبيبة أمريكية ومختصة بطب الأطفال. كانت رابع طبيبة أنثى أمريكية من أصل أفريقي في الولايات المتحدة، وأول طبيبة أنثى في جمهورية الدومنيكان.

## التعليم
في عام 1876، أصبحت أول امرأة تحصل على شهادة دكتور في الطب من كلية الطب في جامعة سيراكيوز ويُعتقد بأنها رابع امرأة أمريكية من أصل أفريقي تصبح طبيبة مجازة في الولايات المتحدة، والثانية في نيويورك، والأولى التي تتخرج من كلية طبية مختلطة. في خريف عام 1876، بدأت تدريبها في اختصاص طب الأطفال والتوليد في مستشفى فيلادلفيا للنساء، واصلت بعدها التدريب في مستشفى نيو إنجلاند للنساء والأطفال لتُنهيه عام 1878. ما ميّز هذه المشفى هو أن كل موظفيها من النساء فقط، وفي هذا المكان اكتسبت فريزر شغفها تجاه طب التوليد والقبالة.
أثناء وجود فرايزر في مستشفى فيلادلفيا للنساء، أُفيد بأنها أجرت تجربة أعطت من خلالها المرضى المضطربات خيوط غزل من ألوان الباستيل كي يحكن بها، إذ تذكرت كيف ساعدتها الألوان المريحة على تهدئة نفسها حين كانت تتوتر أثناء دراستها كطالبة طب. كان لهذه التجارب تأثير مهدئ كبير على المرضى، ويُعتقد بأنها من أوائل الأمثلة على استخدام علم نفس الألوان في بيئة المستشفيات.

## سيرتها في الطب
في عام 1879، بدأت فرايزر بالعمل في عيادتها الخاصة في واشنطن العاصمة، حيث عاشت مع شقيقتها أميليا، وزوج أميليا، لويس دوغلاس (ابن المناصر البارز للتحرير من العبودية، فريدريك دوغلاس)، وعمتهن. يُقال بأنها حصلت هنا للمرة الأولى على لقب «الآنسة الطبيبة (مس دوك)»، وهو اللقب الذي دُعيت به حتى نهاية مسيرتها المهنية.
في عام 1884، أصبحت د. فرايزر، إثر ترخيص خاص من قِبل الرئيس آنذاك فرناندو أرتورو دي ميرينو، أول امرأة مخولة لممارسة الطب في جمهورية الدومنيكان. لكن، لم يُسمح لها إلا بمعالجة النساء والأطفال بسبب جنسها. تمكنت بالإضافة إلى ذلك من تقديم علاج مجاني للفقراء إذ كان دخل عائلتها من متجر العقاقير خاصتهم كافيًا لهم.
بعد وفاة زوجها عام 1894، أنهت سارة ممارستها الطبية، حتى تتمكن من إمضاء كل وقتها بإدارة صيدلية العائلة في بويرتو بلاتا. أغلقت الصيدلية عام 1896 واستخدمت الأرباح لتنتقل هي وابنتها غريغوريا إلى واشنطن العاصمة.
في عام 1907، بدأت فرايزر بممارسة طب الأطفال مرة أخرى من منزلها في مدينة سيراكيوز، ولاية نيويورك، وأرشدت القابلات ذوات البشرة السوداء. سمح لها وضعها المميز كطبيبة وقابلة ذات تعليم جامعي، بالتأثير على السكان الذين لا يحظون بخدمات كافية، وهو الأمر الذي كان يثير اهتمامها منذ دخولها لدراسة الطب. كتبت فرايزر في مذكراتها الخاصة «أن يأتي أولئك الأشخاص من عرقي إليّ طلبًا للمساعدة -وأن أستطيع تقديمها- هو كل الجنة التي أريدها».
إثر صعوبات مالية عام 1908 تتعلق بقرض غير مُسدد لزوج أختها لويس دوغلاس، عملت لوقت وجيز كطبيبة مقيمة في مدرسة بلو بلاينز الصناعية للصبية في ميرلاند، لكنها سرعان ما استقالت بسبب الاستبعاد والمعاملة السيئة. عملت د. فرايزر أيضًا لوقت وجيز في عيادة نسائية بعد انتقالها إلى العاصمة واشنطن، لكنها استقالت بسبب عنصرية زميلاتها في العمل من النساء البيض.